# A terror nyara
A terror nyara (eredeti cím: Summer City) 1977-ben bemutatott ausztrál dráma-thriller, melyet Christopher Fraser rendezett. A filmben az  akkor még ismeretlen színésznek számító Mel Gibson is feltűnik debütáló szerepében. A film 1977. december 22-én jelent meg.

## Cselekmény
Ausztrália, az 1960-as évek, egy olyan időszak, amelyet a tabuk összeomlása, valamint a Beatles és a Rolling Stones dalai jellemeztek. Négy barát, Sandy, Boo, Scollop és Robbie egy szörfös hétvégére a Sydney-től északra fekvő tengerpartra utazik, azzal a szándékkal, hogy szórakozzanak és túllépjék a határokat.
A fiúk azt tervezik, hogy Sandynek egy emlékezetes „utolsó kalandot” szerveznek a közelgő házassága előtt. Az egyetemi végzettségű Sandy és a rocker Boo között feszültség támad, és Sandy úgy dönt, hogy nem csatlakozik a mókához. 
Egy helyi buliban Boo elcsábítja Caroline-t, egy lakókocsipark-tulajdonos tizenéves lányát. Az apa, amikor rájön, hogy mi történt, fegyverrel a kezében keresi Boo-t.
A történet tragikusan végződik.

## Szereplők
(A szereposztás mellett a magyar hangok feltüntetve)
- Mel Gibson – Scollop – Dózsa Zoltán
- John Jarratt – Sandy – Szokol Péter
- Phil Avalon – Robbie – Forgács Péter
- Steve Bisley – Boo – Háda János
- James Elliott – Caroline apja
- Debbie Forman – Caroline
- Abigail – nő a kocsmában
- Ward "Pally" Austin – Önmaga
- Judith Woodroffe – pincérnő
- Carl Rorke – Giuseppe
- Ross Bailey – Nail
- Hank Tick – Caveman
- Bruce Cole – férfi az autóban
- Vicki Hekimian – Donna
- Karen Williams – Gloria
- Gary Tidd – rocker a tejbárban
- Len Purdie – rocker a tejbárban

## A film készítése
A forgatókönyv önéletrajzi ihletésű, mivel Avalon életének nagy részében szenvedélyes szörfös volt, és Newcastle-ben nőtt fel. Emellett több évig szolgált a hadseregben (bár nem Vietnámban). Elmondása szerint felajánlotta a forgatókönyvet Brian Trenchard-Smith rendezőnek, de Trenchard-Smith azt javasolta, hogy Avalon inkább maga rendezze meg, mert annyira jól ismeri a témát. Avalon végül Chris Frasernek, egy fiatal rendezőnek adta a munkát, akinek volt egy másik projektje, amiben Avalon volt a producer.
A filmet 16 mm-es filmre forgatták, majd 35 mm-re felnagyították. A forgatás 1976 októberében kezdődött, Sydney és Newcastle közelében zajlott, különösen Catherine Hill Bay városában.
Avalon 25.000 dollárt fektetett be saját pénzéből. Egy másik befektető 25.000 dollárt adott, valamint tizenkét barátja, akik 8.000 dollárt tettek bele.

## Megjelenés
A film népszerűnek bizonyult, és hosszú ideig futott a mozikban. A film folytatása a Breaking Loose: Summer City II (1988), de azt nem fogadta ilyen jól a közönség.

## Fordítás
- Ez a szócikk részben vagy egészben  a   Summer City című angol Wikipédia-szócikk fordításán alapul.  Az eredeti cikk szerkesztőit annak laptörténete sorolja fel. Ez a jelzés csupán a megfogalmazás eredetét és a szerzői jogokat jelzi, nem szolgál a cikkben szereplő információk forrásmegjelöléseként.